# Identyfikacja muzyczna
Identyfikacja muzyczna – narzędzie służące kreowaniu wizerunku marki, poprzez stosowanie elementów dźwiękowych. Identyfikacja muzyczna może być wykorzystana przez firmę na wiele sposobów od dźwięku na stronach internetowych, przez dzwonki i dźwięki komputerowe, po ścieżki dźwiękowe w materiałach promocyjnych. Do form wykorzystania melodii w celach identyfikacyjnych należą dźwiękowe logo (sound logo), firmowy temat muzyczny i piosenka korporacyjna. Można oczywiście dokonywać bardziej dokładnych podziałów wyróżniając także markowe dżingle (brand jingles) i firmowe pejzaże dźwiękowe (corporate brand soundscrapes). 
Przykładami  firm wykorzystujących dźwiękowe identyfikatory muzyczne są m.in. Intel (Intel inside), Samsung (Samsung sound logo), Lufthansa (Lufthansa Sound Logo), Philips (Philips Sound Logo), Sony Ericsson (Sony Ericsson Tone), McDonald’s (I’m Lovin’ It), 20th Century Fox (The 20th Century Fox Fanfare). Charakterystyczny dla firmy może być również styl i charakter muzyki wykorzystywanej w działaniach promocyjnych.